# 重渕雅敏
重渕 雅敏（しげふち まさとし、1935年7月4日 - 2017年5月3日）は、日本の技術者、実業家。東陶機器（現TOTO）代表取締役社長や、同社代表取締役会長、日本セラミックス協会会長、北九州商工会議所会頭などを務めた。正四位旭日重光章。

## 人物・経歴
福岡県田川郡添田町生まれ。福岡県立田川高等学校を経て、1958年九州大学工学部卒業、東洋陶器（現TOTO）入社。1983年取締役。1987年常務取締役。1992年専務取締役。1994年代表取締役副社長。
1998年から東陶機器代表取締役社長を務め、人員削減などの経営改革にあたり、また、大建工業やYKK APと業務提携しリフォーム事業の確立を行った。2003年代表取締役会長。
2004年日本セラミックス協会会長、北九州商工会議所会頭。2009年TOTO相談役。2012年旭日重光章受章。2014年TOTO特別顧問。2017年肺炎のため死去。享年81、正四位。